# Шкабатура, Юрий Павлович
Ю́рий Па́влович Шкабату́ра (20 апреля [3 мая] 1908, Богодухов, Харьковская губерния, Российская империя — 27 мая 1961, Свердловск, СССР) — советский металлург, инженер, заместитель главного металлурга Уральского завода тяжёлого машиностроения (Уралмашзавода) (1947—1961). Лауреат двух Сталинских премий (1946, 1950).
Внёс огромный вклад в разработку и внедрение технологических процессов чугунного и стального литья практически для всех машин, выпускавшихся Уралмашзаводом, а также для артиллерийского производства.

## Биография
Родился 20 апреля (3 мая) 1908 года в городе Богодухов (ныне Харьковская область, Украина) в семье крестьянина.
В 1928 году окончил Золочевскую сельскохозяйственную профтехшколу.
В 1928 году поступил на химический факультет Харьковского технологического института имени В. И. Ленина.
В сентябре 1930 года переведён в Харьковский механико-машиностроительный институт (выделенный из состава Харьковского политехнического института имени В. И. Ленина на базе отдельного факультета).
В 1932 году окончил Харьковский механико-машиностроительный институт по специальности «Литейное дело», с присвоением квалификации «инженер-технолог».
С 1932 года — на Уральском заводе тяжёлого машиностроения (Уралмашзаводе).
В 1945—1947 годах — командировка в США для изучения опыта американской промышленности в составе группы 30 инженеров Уралмашзавода и правительственной комиссии.
В 1947—1961 годах — заместитель главного металлурга Уралмашзавода.
В результате его работы был внесён огромный вклад в разработку и внедрение технологических процессов чугунного и стального литья практически для всех машин, выпускавшихся Уралмашзаводом, а также для артиллерийского производства.
При его активном участии на Уралмашзаводе было организовано широкое внедрение стальных отливок в кокиль, в том числе из высоколегированных марок стали, что обеспечило значительное увеличение объёма производства литых танковых башен без расширения формовочных и заливочных отделений литейных цехов и снижение затрат на механическую обработку изделий.
При его непосредственном участии на Уралмашзаводе была создана 40-тонная встряхивающая формовочная машина, благодаря которой увеличились объёмы производства крупногабаритных заготовок и резко снизились затраты ручного труда.
Покончил жизнь самоубийством (бросился под поезд) 27 мая 1961 года в Свердловске. Похоронен на Северном кладбище Екатеринбурга.

## Семья
- Супруга: Агриппина Васильевна Шкабатура (1910—1987).
  - Дети: Владислав Юрьевич Шкабатура (1933—2013); Людмила Юрьевна Скурыгина (урождённая Шкабатура) (1936—2007).

## Награды и премии
- орден Трудового Красного Знамени (1944)
- Сталинская премия третьей степени (1946) — за разработку и внедрение в производство новой технологии отливки башен тяжёлых танков, обеспечившей значительное увеличение и выпуска танков
- Сталинская премия третьей степени (1950) — за разработку конструкции и создание встряхивающей формовочной машины